# Roxy Barahman
Roxy Barahman (née le 6 mai 1998) est une joueuse américaine de basket-ball évoluant au poste de meneuse de jeu.

## Biographie
Roxy Barahman s’engage avec le Landerneau Bretagne Basket pour la saison 2023-2024, apres une saison reussie individuellement avec plus de 11 pts de moyenne et plus de 40 % à trois points, elle reste dans le championnat français la saison suivante en signant pour le Tarbes Gespe Bigorre. N’ayant « pas réussi à répondre aux attentes » (2,9 points et –0,6 d’évaluation en championnat), elle quitte le club à l’occasion de la trêve de Noël.

## Palmarès

### En club
- Championne de Porto Rico : 2022